# Club Sport Herediano
El Club Sport Herediano es un club de fútbol de Costa Rica con sede en la ciudad de Heredia, fundado en el año 1921, desde su fundación juega en la Primera División de Costa Rica y sus colores son el rojo y amarillo. El Herediano fue el primer tetracampeón del fútbol de Costa Rica, hazaña lograda en 1933, consiguiendo así ser el primer equipo nacional en alcanzar tanto el bicampeonato como el tricampeonato. Es el club costarricense con más finales nacionales ganadas, con 18 en total y el equipo que ha ganado más finales cerrando en casa ajena, alcanzándolo en 8 ocasiones. Además, es el único equipo de Costa Rica en ser campeón en el año de su centenario, hazaña conseguida el 19 de diciembre de 2021 ante Deportivo Saprissa.
El Club Sport Herediano tiene sus orígenes en 1918. Luego, la constitución legal de la asociación deportiva del Club Sport Herediano se iría gestando desde junio de 1920, al nombrarse una Junta Directiva provisional con figuras emblemáticas como Joaquín Manuel Gutiérrez, Eladio Rosabal, Víctor Manuel Ruiz, Claudio Arguedas y Luis Valerio, pero no es sino hasta el 12 de junio de 1921 que se firma el acta constitutiva de la asociación del Club Sport Herediano. En ese mismo año, el herediano Eladio Rosabal Cordero se convierte en el primer director técnico de la selección de fútbol de Costa Rica y el jugador florense Joaquín Manuel Gutiérrez se convierte en el primer anotador de la Selección; ambos pertenecían al Herediano.
El inicio del Club Sport Herediano en el fútbol de la Primera División estuvo enmarcado por un triunfo memorable, ya que lograría coronarse como el campeón del torneo de 1921, ganando el primer campeonato profesional en la historia de Costa Rica. Consiguió ser el primer club de Costa Rica en obtener 20 campeonatos a nivel local en el año 1987. Nunca ha descendido, por lo que ha participado en todos los campeonatos de la Primera División desde su creación en 1921. En 1963 queda en la última posición de la tabla general llevándolo a disputar una promoción ante el cuadro "Canela" Nicolas Marin, Donde perderian con un global abultado de 7-3 pero la Federación decidiria cancelar el descenso.
Sus tradicionales rivales son la Liga Deportiva Alajuelense con el que disputa el Clásico Provincial y el Deportivo Saprissa con el que disputa el Clásico del Buen Fútbol. Además, entre el Invierno 2010 y el Apertura 2019, el Herediano se ha ubicado entre las primeras dos posiciones en 14 ocasiones de los 17 torneos disputados, obteniendo 7 campeonatos y 8 subcampeonatos en ese lapso.
En el año 2018 obtiene su primer título internacional oficial, imponiéndose al Motagua en el marcador global de 3-2 en la final de la Liga Concacaf. Esto, luego de haber obtenido en el año 1988 la Copa Camel de carácter amistoso. Ganar la Copa Camel le confirió al Herediano el derecho de disputar la Supercopa Interamericana frente al Racing Club de Argentina, la cual perdería con marcador de 3-0. Posterior a ganar la Liga Concacaf a inicios de noviembre de 2018, el Herediano gana el título nacional ante el Deportivo Saprissa el 23 de diciembre del mismo año, con un marcador global de 5-4, ganando así su título número 27. Con estos dos títulos, el Herediano cerró un semestre en el que ganó series de muerte súbita y partidos clave en estadios como el Cuscatlán, Rommel Fernández, Tiburcio Carías, Carlos Ugalde, Morera Soto y Ricardo Saprissa, este último en dos ocasiones.
Un año después, entre noviembre y diciembre de 2019, vuelve a derrotar en series consecutivas al Deportivo Saprissa, una serie de semifinales, y a la Liga Deportiva Alajuelense dos series seguidas, la final de segunda fase y la gran final nacional, para así alcanzar el título nacional número 28 y cerrar como el equipo con más títulos en la década del 2010.
El 22 de julio de 2020, se inició el proceso de demolición del estadio, para la construcción de un nuevo recinto. Se espera tenga una capacidad de 14.000 personas.

## Historia

### Origen y Fundación
Los heredianos en 1918 fundan el club y comienzan a buscar los mejores futbolistas según ellos para conformar un equipo que representara a la provincia. Cinco fueron los equipos que aportaron sus valiosas piezas: Club Sport Renacimiento, Club Sport Juan J. Flores, el Club Sport Cristóbal Colón, Sociedad Gimnástica Española y Club Sport La Libertad; con esta reunión de figuras futbolísticas, se funda provisionalmente el Club Sport Herediano. La idea de contar con un equipo propio fue mucho más fuerte y poco a poco el número de seguidores fue en aumento. Jugadores nativos de Heredia, pero que militaban en La Libertad y en la Gimnástica Española, como José Joaquín "Toquita" Gutiérrez, Eladio Rosabal Cordero, Víctor Manuel Ruiz, Gilberto y Claudio Arguedas y Luis Valerio, pasaron a integrarse al cuadro provisional, el 12 de junio de 1921, se reunieron para firmar el Acta Constitutiva de la asociación del Club Sport Herediano, pactándose el monto de cinco colones de cuota de ingreso y una mensualidad de un colón, de cuota de mantenimiento.
El 29 de junio de 1921, se llevó a cabo una reunión extraordinaria para elegir la primera junta directiva de la asociación del club que se instaló el 1 de julio de 1921. El primer acuerdo que se tomó, fue la adquisición de un lote de cuatro manzanas, para destinarlo a un campo de juegos y se tomó la decisión de realizar veladas, promover inscripciones voluntarias de los vecinos y solicitar tanto al Gobierno como a la Municipalidad su contribución
Los integrantes del "Team" comenzaron a presionar para que se creara en el país un organismo rector del fútbol nacional, hoy Federación Costarricense de Fútbol, la cual auspició en 1921 el primer campeonato futbolístico del país.
Acta Constitutiva de la asociación del 12 de junio de 1921:

" En la ciudad de Heredia, a las doce horas del día doce de junio de 1921, reunidos los infrascritos y tomando en consideración la falta muy sentida por cierta de que esta ciudad cuente con un centro deportivo que asocie a todos los elementos deportivos y demás personas conscientes de la función social que desempeña la cultura física de la juventud acuerdan constituir una.
Así mismo se acordó que continúe en sus funciones la directiva provisional elegidad en una reunión anterior.
Se dispuso que los trofeos conquistados por deportistas heredianos en diferentes juegos en que han tomado participación sean en lo sucesivo de pertenencia del club. Estos premios son las cinco copas que ahora tiene en su poder don Eladio Rosabal Cordero como capitán general, de las cuales cuatro recibió de su anterior capitán don Eladio Rosabal Cordero. "

El inicio del Club Sport Herediano en el fútbol de la Primera División estuvo enmarcado por un triunfo memorable en el fútbol mundial, ya que en el mismo año de su fundación lograría alcanzar el campeonato de 1921.
Año histórico fue el de 1921; el año que marcó el inicio de lo que es hoy el fútbol nacional. Cuando el 13 de junio se crea la Liga de Fútbol (Actual Federación Costarricense de Fútbol), se forma también la necesidad de crear un campeonato de equipos y una representación patria, ya que para ese tiempo Costa Rica había sido invitada a los Juegos del Centenario que se efectuarían en Guatemala.
Y así fue que para el primer campeonato nacional se inscribieron siete equipos y el primer encuentro oficial del fútbol “tico” lo jugaron el Club Sport La Libertad y la Sociedad Gimnástica Limonense el 3 de julio, ganando los primeros uno por cero con anotación de Rafael Madrigal; aunque de esa manera arrancaron en forma oficial los torneos balompédicos de Costa Rica, es necesario recordar que estos partidos se jugaban en canchas abiertas ya que el Estadio Nacional no se construyó hasta 1924 y no había ningún escenario deportivo más que las canchas abiertas.
Es difícil que los recopiladores de la historia del fútbol nacional estén de acuerdo con algunos aspectos de los torneos de los años 20 y 30 ya los periódicos de la época no siempre detallaban los hechos de estos juegos o no especificaban si el juego que reseñaban era de campeonato o amistoso, lo cual ha dejado mucho campo abierto para la interpretación.
Pese a lo anterior y según hemos podido corroborar, el primer torneo nacional tuvo algunos tropiezos como el hecho de la negativa de la Gimnástica Limonense a desplazarse hasta el Valle Central en la segunda vuelta del campeonato para sus respectivos choques, lo que inspiró a los demás equipos a desistir de sus viajes a Limón para sus compromisos con los del atlántico. Ante ello la Liga de Fútbol decidió que cuando no se jugara algún partido se le quitarían los puntos al cuadro que no se presentara a jugar.
Así las cosas, no todos los equipos realizaron los 12 juegos que debían efectuar y más bien existieron casos donde algunos clubes no llegaron ni siquiera a los 10 partidos realizados.
En 1921 sucedieron varios aspectos destacables; surgieron como protagonistas el Herediano y La Libertad, se marcó el primer gol de los campeonatos nacionales, fue el año debut para una Selección Nacional que además ganó su primer título en los Juegos del Centenario de la Independencia; además jugaron figuras que serían célebres en la historia del más popular deporte en Costa Rica como Eladio Rosabal del Herediano, Rafael Ángel Madrigal de La Libertad y Pedro Quirce de la Gimnástica Limonense por citar solo algunos pocos ejemplos.
Si bien el campeonato de fútbol de 1921 tuvo algunas dificultades, fue mucho más organizado que algunos otros de la misma década que vendrían después y que repasaremos en los próximos artículos.
En sus inicios tuvo a Víctor Víquez, Gilberto Arguedas, Fabio Pacheco, Claudio Arguedas, Manuel Ruíz, Eladio Rosabal Cordero José Manuel Gutiérrez, Otoniel Martínez, Braulio Morales, Rafael Campo y Angelín Bernini como sus primeros jugadores. Además, este equipo lo llamaron “El Glorioso” y no por casualidad. En su primer campeonato en Herediano ganó el título. No conforme con esto ganaría el segundo campeonato del fútbol nacional, lo cual lo convertiría en el primer bicampeón de Costa Rica.
En esa misma década se da el uniforme rojiamarillo, el cual se conserva el día de hoy con esos colores que dieron las primeras glorias al equipo florense.

### Primeros triunfos
El inicio del Club Sport Herediano en el fútbol de la Primera División estuvo enmarcado por un triunfo memorable en el fútbol mundial, ya que en el mismo año de su fundación lograría alcanzar el campeonato de 1921.
En ese campeonato de Fútbol de 1921, fue la primera edición de la Liga de Fútbol de Costa Rica en disputarse, organizada por la FEDEFUTBOL.
Luego de algunos años de haberse creado los primeros clubes y varias propuestas de equipos como el Club Sport la Libertad de instaurar un torneo oficial, no fue sino hasta el año de 1921 en que gracias al acuerdo común de equipos como el ya mencionado CS Libertad, CS Herediano, CS Cartaginés, LD Alajuelense, se crea el organismo rector del fútbol en Costa Rica, la Federación Costarricense de Fútbol. Entre otros acuerdos se llegó a su creación debido a la necesidad de crear una selección que participara en el campeonato centroamericano del centenario de la independencia; además se acordó que participase un equipo por provincia (Costa Rica posee 7 provincias), por San José: CS La Libertad, Alajuela: LD Alajuelense, Cartago: CS Cartaginés, Heredia: CS Herediano, Limón: SG Limonense; sin embargo al no existir o no ser populares equipos de Puntarenas y Guanacaste, se decidió darle los cupos a SG Española (San José) y La Unión Tres Ríos (Cartago).
El primer campeonato de fútbol de Costa Rica se realizó con la participación de siete equipos: Liga Deportiva Alajuelense, Club Sport Cartaginés, Sociedad Gimnástica Española, Sociedad Gimnástica Limonense, Club Sport Herediano, La Libertad y La Unión de Tres Ríos.
Los Heredianos alzaron esa primera Copa tras cumplir con una excelente labor. De 12 encuentros ganó 10, empató 1 y solo conoció la derrota al caer con la Sociedad Gimnástica Española 1 gol por 0.
En esa primera campaña el Club Sport Herediano derrotó por marcadores abultados a la Liga Deportiva Alajuelense 8 por 0, a la Sociedad Gimnástica Española 6 por 3 y a la Sociedad Gimnástica Española y a la Unión de tres Ríos 5 goles por 1.
Algunos de los jugadores que alcanzaron ese primer triunfo son:
Manuel "Toquita" Gutiérrez, Guillermo Cerdas, "BETO" Arguedas, Otoniel Martínez, Rafael Campos, Marco Tulio García, Eladio Rosabal Cordero, Fabio Pacheco, Angelín Bernini, Braulio Morales, Víctor Manuel Ruiz, Guillermo Pérez, Luis Valerio, Claudio Arguedas, entre otros.
En ese mismo año, el herediano Eladio Rosabal Cordero se convierte en el primer director técnico de la selección de fútbol de Costa Rica, y el jugador florense Joaquín Manuel Gutiérrez se convierte en el primer anotador de la Selección. Para el año siguiente, los florenses también conseguirían el título nacional de 1922, alcanzando así su primer bicampeonato. Para el torneo de 1923, el Herediano cargó con sanciones disciplinarias por una disputa durante un partido contra la Liga Deportiva Alajuelense, tanto a varios de sus jugadores como al club mismo, en donde terminó siendo expulsado el equipo del torneo. Luego de la conciliación, el equipo vuelve al torneo nacional de gran manera, para proclamarse monarca del torneo de 1922. En 1925, el herediano obtiene su primer subcampeonato, torneo en el cual los jugador florenses Claudio Arguedas y Eladio Rosabal Cordero se convierten en el goleador y subgoleador del certamen, al anotar 5 y 4 goles respectivamente. Para el año de 1927, el Club Sport Herediano conseguiría su último título en esa década, al ser líder de la tabla con 14 puntos para proclamarse campeón del torneo nacional de ese año. Tras años de investigaciones, el 16 de octubre de 2020 se confirma que el Herediano no perdió ningún encuentro en dicho año por lo que ganó el campeonato de 1927 de forma invicta.
Bicampeonato 1922
Los Heredianos se proclamaron Bicampeones en la temporada de 1922, tras sumar siete victorias, dos empates y una derrota.
Los juegos más difíciles que disputó en ese campeonato fueron ante La Libertad, partidos que resultaron con empate a un gol y victoria 2-1.
La planilla que obtuvo el Bicampeonato estuvo integrada por:
Manuel Cordero, Otoniel Martínez, Manuel Arce, Gilberto Arguedas, Juan Bonilla, Rafael Campos, Eladio Rosabal Cordero, Alberto Hutt, Braulio Morales, Luis Valerio, Joaquín Gutiérrez, Claudio Arguedas, Angelín Bernini.
Campeones de 1924
Con una diferencia de tres puntos en la tabla de posiciones el Club Sport Herediano alcanzó su tercera corona en 1924. Al final del campeonato los resultados finales fueron los siguientes:
Herediano 12 juegos 20 puntos, Cartaginés 12 juegos 17 puntos, La Libertdad 12 juegos 16 puntos.
Cuarto campeonato
El Herediano espero hasta 1927 para volver a coronarse campeón nacional. Luego de disputar siete partidos el Club Sport Herediano contabilizó 34 goles, para un promedio de 5 goles por partido.La lista de los poseedores del título de 1927 es la siguiente: Beto Arguedas, Gastón Michaud, Miguel A. Mejía, Eladio Rosabal, Lencho Arias, Víctor Víquez, Claudio Cayito Arguedas, Fabio Pacheco, Toquita Gutiérrez, Braulio Morales, Gerardo Gamboa, Francisco Fuentes, Guillermo "ZAPA" Pérez, Francisco Gutiérrez y Arnulfo Moya.

### 1930 a 1940
Una de las décadas más laureadas para el Club Sport Herediano fue la de los años treinta, época en la que se consagró como el primer equipo en el fútbol de Costa Rica en alcanzar un tricampeonato y un tetracampeonato, al adjudicarse los títulos de 1930, 1931, 1932 y 1933, así como su segundo bicampeonato.En 1930 Se jugó la primera final de un campeonato, aunque no estaba proyectada en la organización del torneo, el empate final en puntos de la Gimnástica y el Herediano obligó a la Federación a concertar un juego de desempate para decidir quien sería el nuevo monarca y este fue el Herediano.
Derrotó el 11 de diciembre de 1932, en el Estadio Nacional de San José, a la selección de Argentina 3 a 1.
Posteriormente logró coronarse campeón en misma década en los torneos de 1935 y 1937. En el campeonato de 1930 se jugó la primera final de un campeonato, pese a no estar contemplada en el formato del torneo, ya que el empate final en puntos entre la Gimnástica Española y el Club Sport Herediano obligó a un desempate a un único juego para decidir el nuevo monarca. La victoria fue florense con un marcador de 4-2. Situación similar sucedió en el campeonato de 1933, donde los conjuntos de Club Sport Herediano, Club Sport La Libertad, Gimnástica Española y Club Sport Buenos Aires igualaron en puntos y se debió jugar una vuelta adicional entre estos cuatro para definir quién sería el campeón nacional, siendo los florenses los vencedores al obtener 16 puntos en la tabla acumulada.

### La década de los cuarenta
El Club Sport Herediano tuvo un transitar lleno de altibajos en esta década, donde tuvo que disputar en el torneo de 1943 la serie de promoción ante el campeón de la Segunda División, el Sindicato de Zapateros; serie en la cual salió victorioso y logró mantener su permanencia en la Primera División. En esta misma década, inició la construcción de su estadio en 1945, la cual sería inaugurado en 1949. En 1945 se proclamaría campeón de la Copa Gran Bretaña y la Copa Guatemala al vencer al Club Sport La Libertad y 4-3 a Gimnástica Española, respectivamente. Sin embargo, y posterior al subcampeonato obtenido en 1946 y a la adjudicación del Torneo Relámpago de 1946, el Club Sport Herediano logró cortar una sequía de títulos de 10 años al alcanzar el título en 1947, torneo que estuvo lleno de interrupciones debido al estallido de la Guerra Civil. Al finalizar el campeonato, el liderato era compartido por el Club Sport Herediano y el Club Sport La Libertad, por lo que se tuvo que jugar 3 encuentros adicionales para definir al campeón nacional. En esta serie, el Herediano cayó ante el Club Sport La Libertad 1-2 en el primer encuentro, pero se sobrepuso con marcadores de 7-0 y 2-0 para hacerse del campeonato de ese año. En este mismo año, Herediano vuelve a adjudicarse la Copa Gran Bretaña al vencer a la Liga Deportiva Alajuelense por marcador de 2-1. Para 1948, los florenses logran su tercer bicampeonato en su historia, al lograr superar en puntos en una cuadrangular final conformada con el Orión, la Liga Deportiva Alajuelense y Club Sport Cartaginés, quienes habían sido los mejores equipos en la fase regular. Además, el jugador del Herediano Virgilio Muñoz, se consagró como el goleador de ese torneo al alcanzar la cifra de 11 goles, así como su compañero de equipo Marco Ovares en el subgoleador, con una anotación menos.

### Mitad de siglo
La década se abrió con la obtención del campeonato de 1951 en un torneo muy disputado, donde el Club Sport Herediano se impuso tan solo por un punto ante el Orión FC. En esa temporada, el jugador florense Marco Ovares se consagra goleador del torneo, con 17 goles. Para el torneo de 1953, los heredianos logran el subcampeonato, siendo el Deportivo Saprissa (equipo que recién ascendía en 1950 a la máxima categoría) el campeón de dicha ocasión. El torneo del siguiente año sería declarado desierto por la participación de la selección de fútbol de Costa Rica en el VI Campeonato Centroamericano y del Caribe, sin embargo, si hubo fútbol en el ámbito local con la Copa Costa Rica, la cual se adjudicaría el Club Sport Herediano de manera invicta y donde destacaría el delantero florense Danilo Montero como goleador del certamen. El Herediano se coronó nuevo campeón en el campeonato de 1955, aunque este torneo no terminó sino hasta septiembre de 1956 debido a la participación de la selección de fútbol de Costa Rica en el Campeonato Panamericano de Fútbol, por lo que el campeonato correspondiente a ese año fue declarado desierto. Los florenses en esta ocasión dejaron relegado al conjunto saprissista a la segunda posición, con tan solo un punto de diferencia entre ambos equipos. Al final de la década obtendría de nuevo la Copa Costa Rica en 1959. Durante esta década, el Club Sport Herediano jugó 58 partidos internacionales ante rivales como el Club Atlético Peñarol, Sport Boys Association, Dukla Praga, Independiente de Avellaneda, Racing Club, San Lorenzo de Almagro, Banfield y Estudiantes de la Plata de Argentina; Selección de Uruguay, Selección Argentina de Fútbol, Audax Italiano, Universidad de Chile; Alianza Lima de Perú; Millonarios Fútbol Club de Colombia; Morelia, Club América, Atlas de Guadalajara y Chivas de Guadalajara de México; Barcelona Sporting Club de Ecuador, Vasco da Gama y Cruzeiro de Brasil; el histórico Sevilla de España de 1962; el Rapid de Viena de Austria, Estrella Roja de Checoslovaquia, el poderoso Gornik de Polonia en 1969 invicto en gira por América y Europa, Genoa CFC entre otros.
El Club Sport Herediano, por eso se le llama el equipo de las grandes jornadas internacionales debido a su gran roze internacional. De ahí es que exista una canción titulada
"Ninguno pudo con él", la cual habla precisamente de las grandes jornadas internacionales del Club Sport Herediano, la cual en parte dice:

"España mandó al Sevilla...ole..., Brasil a Vasco da Gama, Argentina a San Lorenzo, Uruguay a Peñarol, de Suecia vino Djougardens, de Chile Universidad, de Praga el Uda Dukla y de Austria el Rapid de Vienna....Ninguno pudo con él, ninguno pudo con él, con el equipo herediano, ninguno pudo con él".

### Los sesenta
Muy similar a la década de los años 40 fue el accionar del Club Sport Herediano en los años sesenta, con la diferencia que en esta se logra únicamente un subcampeonato en el año de 1960 y un título en el año de 1961. Este último campeonato fue altamente conflictivo, ya que para abril de ese año 5 clubes (Deportivo Saprissa, Liga Deportiva Alajuelense, Orión, Club Sport Herediano y Club Sport Cartaginés) abandonaron la Federación Nacional de Fútbol, creando la Asociación Nacional de Fútbol de la cual el campeón fue el Club Sport Herediano. Por otra parte, la Federación organizó un certamen con tres equipos (Asociación Deportiva Carmelita, Club Sport Uruguay de Coronado y Gimnástica Española) del cual la Asociación Deportiva Carmelita fue el vencedor. Sin embargo, para noviembre de 1961, se resolvieron los problemas entre ambas instituciones y fue reconocido como único y legítimo campeón nacional, al Club Sport Herediano, sin embargo, recientemente la Federación Costarricense de Fútbol reconoció tanto a la Asociación Deportiva Carmelita y al Club Sport Herediano como campeones, por lo que el torneo de aquel año oficialmente tiene dos campeones. Este campeonato le valió al Club Sport Herediano la clasificación a la primera edición de la Copa de Campeones de la Concacaf de 1962. La Liga Deportiva Alajuelense fue el otro clasificado por Costa Rica. La polémica volvió a las tiendas rojiamarillas en la temporada de 1963, cuando el Herediano finalizó último en el torneo y tuvo que jugar la promoción ante el campeón de Segunda División, el Nicolás Marín, el cual fue el vencedor de la serie. No obstante, La Federación decidió que no habría descenso para aumentar el número de equipos, quedándose el Herediano en la máxima categoría, subiendo también el Nicolás Marín y llegando a Primera División por decreto federativo la Asociación Deportiva Limonense y Asociación Deportiva Municipal Puntarenas.Herediano el 23 de febrero de 1969 le gana 2-1 al Górnik Zabrze.

### Del 70 al 77
El Club Sport Herediano para esta década atravesaba una racha de 17 años sin títulos, donde estuvo cerca de terminarla en la
temporada de 1974, alcanzando el subcampeonato, con una gran participación del rojiamarillo Fernando Montero, quien fue goleador del certamen con 19 anotaciones. Herediano jugó en ese año un amistoso contra el Grêmio Foot-Ball.

### Era de Sasso
Tras labrarse una extraordinaria reputación como empresario en Costa Rica, Isaac David Sasso Sasso destacó por su trabajo en el fútbol nacional e internacional durante casi 30 años. Presidió cuatro empresas distintas a lo largo de su carrera, y en 1977 pasó a dirigir al CS Herediano costarricense. Bajo su mandato el club progresó, y 13 años más tarde fue elegido presidente de la Federación Costarricense de Fútbol, puesto que ocuparía durante ocho años.
También fue Vicepresidente del Comité Ejecutivo de la CONCACAF entre 1990 y 2007. Sasso fue el segundo dirigente con más tiempo en la FIFA, conformo varias comiciones de la FIFA, como en los comités organizadores en los Mundiales de México 70, Alemania Federal 74, Argentina 78, España 82, México 86 y Italia 90.
El Club Sport Herediano para esta década atravesaba una racha de 17 años sin títulos, donde estuvo cerca de terminarla en la
temporada de 1974, alcanzando el subcampeonato, con una gran participación del rojiamarillo Fernando Montero, quien fue goleador del certamen con 19 anotaciones.
No fue sino hasta el campeonato de 1978, año en el que el Club Sport Herediano alcanzó su título 16 al vencer en la final nacional a la Asociación Deportiva Municipal Puntarenas con marcador de 2-0 y 2-1, logrando acabar así con la larga sequía.
Para el año siguiente, el cuadro rojiamarillo consigue el campeonato de 1979 al vencer en la final al Club Sport Cartaginés 2-2 y 3-0, siendo a la misma vez, su cuarto bicampeonato en la historia.
Para el campeonato de 1980, se tuvo para continuar con la buena racha que venía gestando desde finales de la década anterior. Sin embargo, en ese año se alcanza únicamente el subcampeonato, al perder la final de contra la Liga Deportiva Alajuelense.
El Club Sport Herediano se logra reponer rápidamente de esta caída y logra adjudicarse el título nacional de 1981 en la final de ese campeonato ante la Asociación Deportiva Limonense, con resultados de 4-1 y 1-2.
El Herediano conseguiría volver al cuadro de honor al vencer en la final con marcadores de 1-0 y 1-0 a la Liga Deportiva Alajuelense en la final de 1985, y al Club Sport Cartaginés, en la final de 1987, con marcadores de 2-1 y 1-1.
Particularmente, la obtención de la estrella 20 para el Club Sport Herediano significó un récord en Concacaf, al ser el primer equipo en la Confederación en lograr dicha cantidad de títulos en su historial. Para el campeonato de 1987 además, el delantero herediano Claudio Jara conseguiría la distinción de goleo al concretar 19 anotaciones. El buen desempeño del cuadro florense en esta década se vio culminado con un meritorio subcampeonato en el año de 1988. En esta misma década, el Club Sport Herediano se hace ganador de la Copa Camel de 1988. Dicho torneo fue disputado en los estados norteamericanos de Texas y California en 1988 y otorgaba una bolsa de 150 mil USD al vencedor. Los rojiamarillos se enfrentaron a equipos como el Club de Fútbol Atlante en la primera fase (victoria por 3-1), al Club Deportivo Olimpia en semifinales (triunfo florense con un marcador de 1-0) y a la Universidad de Guadalajara en la final (victoria rojiamarilla por 2 a 0).
Como vencedor de la Copa Camel, el Herediano gana un cupo para disputar la final de la Supercopa Interamericana ante Racing Club - equipo ganador de la Supercopa Sudamericana, donde en tiempo suplementario el equipo argentino doblega al Herediano por un marcador de 3 a 0.
Por tercera vez en la historia un campeonato se declaraba desierto debido al tiempo de preparación para la selección de fútbol de Costa Rica hacia su primera Copa Mundial de Fútbol de 1990.
Por lo que el Club Sport Herediano tuvo que esperar hasta la temporada de 1993 para lograr hacerse de un campeonato nacional para sus vitrinas. En esa ocasión, el Herediano fue el ganador de la primera fase del torneo, pero tuvo un traspié al quedar eliminado en la segunda etapa a manos del Club Sport Cartaginés en semifinales, por lo que el cuadro brumoso se acreditaría la segunda fase, obligando a disputar una final nacional. En el primer partido de la final, los florenses en casa vencen 2-0 al conjunto Cartaginés. El partido de vuelta en casa brumosa se vio suspendido al cabo del primer tiempo debido a una invasión al terreno de juego y por falta de seguridad en el reducto. La reprogramación del segundo tiempo restante se hizo a puerta cerrada en el Antiguo Estadio Nacional de Costa Rica, donde se selló con un marcador de 0-0 lo que sería el título número 21 para los florenses. Para esa temporada el delantero florense Nildeson da Silva Melo se convertiría en el goleador del torneo al anotar 21 goles.

### Tiempos de sequía
Por razones de carácter personales obligaron a Sasso a retirarse de la presidencia del Herediano, después de muchos años de haber sido su soporte, fuente de energía y motivación. La credibilidad que tenía el plantel en la palabra del señor Sasso era tal, que los problemas financieros existentes nunca llegaron a afectarlos en lo deportivo, después llegó Sasso a la presidencia por periodos cortos pero fue en 2001 cuando deja la presidencia definitivamente.
En este periodo no lograría adjudicarse ningún otro título a nivel colectivo, siendo las distinciones individuales de goleo del jugador Allan Oviedo en la temporada 1996-97, con 26 goles, y de Juan Carlos Arguedas en la del 1999-00, las más significativas. En esta década, el Club Sport Herediano pierde el récord de equipo con más títulos en el fútbol nacional, el cual mantuvo en manera consecutiva desde 1921 hasta 1999, a manos del Saprissa.
De una manera promisoria arrancó el nuevo siglo para el Club Sport Herediano, donde en la temporada 2000-01 los florenses alcanzan el subcampeonato, misma temporada en la que el delantero rojiamarillo Minor Díaz anotaba 21 goles, que le valdrían el título goleador de esa temporada. Pocos años, para el campeonato 2003-04, gracias a la modificación en el formato de juego del campeonato vigente desde el año 2000, se puso en disputa al campeón del torneo de Apertura (el Deportivo Saprissa) y al ganador del torneo de Clausura (el Club Sport Herediano) en una gran final nacional. Con un marcador de 1-1 y de 1-2, el Herediano quedaría subcampeón por onceaba vez en su historia. Los morados y florenses se volverían a ver las caras en una final nacional en esa misma década para torneo de Invierno 2007, torneo en el cual se dio un cambio en el formato de juego, donde el ganador del torneo corto se proclamaría campeón. Sin embargo, el Club Sport Herediano no aprovecharía dicha oportunidad y quedaría nuevamente subcampeón. Un nuevo tropiezo tendría el Herediano al perder la final nacional del Verano 2009 ante el equipo de Liberia Mía, con un marcador de 0-0 de visita y 0-3 en casa. El jugador florense Andy Herron logra en ese campaña el liderato de goleo, con 10 goles.

### Regreso del título y protagonismo
El Herediano seguía marcando ese protagonismo que le había caracterizado en la década anterior, pero que en reiteradas ocasiones no le permitió festejar un título. En el torneo de Invierno 2010, vuelve a caer en una final ante la Liga Deportiva Alajuelense, esta vez, en tanda de penales ante el empate de 0-0 y 1-1. Para el Invierno 2011 sus aspiraciones al título volvieron a esfumarse al quedarse en el camino, nuevamente a manos de Liga Deportiva Alajuelense en semifinales.
La quinta final de las últimas dos décadas para el Club Sport Herediano se jugaría nuevamente ante Liga Deportiva Alajuelense en el Invierno 2011, donde la historia de la última final disputada entre ambas escuadras se repetiría, al prevalecer el empate en tiempo reglamentarios de 1-1 en la ida, y 1-1 en el cierre en casa para los florenses, y que terminaría por perder 5-6 en la vía de los penales.
La racha de 19 años de no proclamarse monarcas terminaría en el torneo de Verano 2012, donde el Club Sport Herediano lograría doblegar en la final nacional a la escuadra del Santos de Guápiles, con marcador de 4-2 y 2-1, y así alcanzando su estrella 22 en el fútbol de la Primera División. En este torneo, el jugador rojiamarillo José Carlos Cancela consiguió el título de goleo al anotar en 10 ocasiones. La rivalidad entre rojiamarillos y la Liga Deportiva Alajuelense continuaría sumando enfrentamientos deportivos entre ambas instituciones, donde se verían las caras en la final del Invierno 2012, siendo los manudos los victoriosos en dicha instancia con marcador de 2-1 y 1-1, relegando al Club Sport Herediano al subcampeonato.
En el torneo de Verano 2013 el Herediano conquistaría el título 23 en su historia al derrotar en penales 5-4, al Club Sport Cartaginés. Herediano perdió 3-1 el partido de ida, pero en la vuelta ganó 2-0 (empatando el global 3-3), obligando a los tiempos extra, donde el cuadro rojiamarillo marcó el 3-0, pero Cartaginés descontó (3-1) y obligó a los penales. En ese mismo torneo, el jugador florense Víctor Núñez se convertiría en el máximo anotador del torneo, al alcanzar la cifra de 13 goles, donde también su compañero de equipo Yendrick Ruiz alcanzaría el subliderato de goleo al conseguir 11 anotaciones.
Para el siguiente torneo, el Herediano logra establecer varias marcas tanto en lo individual como en lo grupal, al establecer el que para ese momento sería el récord de mayor cantidad de puntos obtenidos durante un torneo corto al alcanzar la cifra de 49 puntos, clasificar a su quinta final consecutiva, así como ser el equipo más goleador bajo este mismo formato de competición con 48 goles; esto, al mismo tiempo en el que el jugador florense Víctor Núñez se convertiría en el máximo anotador histórico de la Primera División de Costa Rica al adjudicarse el récord al alcanzar 201 goles, superando al exjugador de Liga Deportiva Alajuelense Errol Daniels quien ostentaba esta marca desde 1970 con 196 anotaciones y convertirse en el primer jugador en superar los 200 goles. A pesar de este rendimiento histórico, el Herediano se vio relegado al segundo lugar, ya que en la final del Invierno 2013  perdió el título en una serie muy pareja ante la Liga Deportiva Alajuelense en la tanda de penales, tras un marcador global de 0 a 0 en ambos encuentros. En el Invierno 2014 el equipo florense volvía a disputar una final en esta ocasión ante el Deportivo Saprissa, serie que se adjudicaría con hidalguía el conjunto morado con un marcador global de 5 a 3. A pesar de haber fallado un decisivo penal en la final, Yendrick Ruiz se consagraría como el goleador del certamen, con un total de 14 anotaciones.
Para el Verano 2015, el cuadro de la Ciudad de las Flores lograría clasificar a su vigésima final, en esta ocasión ante su rival más frecuente en estas instancias durante esta década: Liga Deportiva Alajuelense. Similar a las finales anteriores, los partidos de ida y vuelta terminaron con empate (1-1 en esta ocasión para ambos juegos), obligando a los tiempos extra donde volverían a pactar un empate 2-2 y por ende, alargar la serie a los penales. El Herediano logra imponerse ante los manudos con un marcador de 3-2 desde los penales y así adjudicarse el trofeo de campeones del Verano 2015 y su título número 24. El entrenador Odir Jacques establece en esta temporada un récord para los florenses al convertirse en el técnico más laureado en la historia del club (5 títulos siendo director técnico del Herediano) y al mismo tiempo iguala la marca de Marvin Rodríguez, al convertirse junto a él en los entrenadores más ganadores de la historia del fútbol costarricense, ambos con 6 campeonatos.
En el Verano 2016, el Herediano disputa una final más ante Liga Deportiva Alajuelense, siendo esta la octava ocasión en la que se miden a los alajuelenses en instancias finales. El Herediano logra el título número 25 en su historial al vencer a los manudos 0-1 en la ida y 2-0 en la vuelta. En este mismo torneo, el jugador rojiamarillo Yendrick Ruiz se consagraría como el goleador del certamen, con un total de 11 anotaciones.
En el Verano 2017, el Herediano lograría ganar la fase cuadrangular del torneo, forzando así a una final nacional contra el Deportivo Saprissa, quienes por su parte habían ganado la primera etapa del torneo. Esta fue la cuarta final de la historia entre estos dos equipos y que se decantó del lado Herediano al vencer contundentemente a los morados, logrando así su título número 26. De nuevo, el conjunto florense volvería a mostrar su solidez en la fase inicial del Invierno 2017, sin embargo, su rendimiento vino de más a menos en la cuadrangular y terminó viéndose sorprendido por el modesto pero ordenado conjunto del Municipal Pérez Zeledón en la gran final, equipo que en ese torneo conseguiría su primera estrella en el campeonato criollo. Para el penúltimo campeonato disputado, el Verano 2018, Herediano seguiría con su protagonismo hasta las instancias finales del torneo, topándose una vez más al Deportivo Saprissa en la final, pero debiéndose conformar con el segundo lugar, esto debido en gran medida a que Jairo Arrieta y Omar Arellano erraron sus respectivos penales en la definición desde los once pasos, permitiéndole al Saprissa obtener la corona 34. Sin embargo, al siguiente campeonato el Herediano ajustó cuentas contra Saprissa, arrodillándolo a domicilio y obteniendo en la casa saprissista su título 27, al ganar el partido 3-2 y la serie por 5 a 4.
Un año después, entre noviembre y diciembre de 2019, vuelve a derrotar en series consecutivas al Deportivo Saprissa, una serie de semifinales, y a la Liga Deportiva Alajuelense dos series seguidas, la final de segunda fase y la gran final nacional, para así alcanzar el título nacional número 28.

### La década del 2020
Ya con el Herediano como protagonista torneo tras torneo, una estabilidad económica y deportiva, el club y Fuerza Herediana dan luz verde al proyecto del nuevo estadio Eladio Rosabal Cordero que contará con una capacidad cercana a las 15000 personas. Algunas de las particularidades de este estadio es que será completamente techado y tendrá una torre de palcos, incluidos los vip. Además, contará con oficinas y locales comerciales.
A nivel deportivo, el club no ganaría un campeonato nacional entre 3 torneos cortos que disputaría (Torneo Clausura 2020, Torneo Apertura 2020 y el Torneo Clausura 2021) durante ese tiempo el club gana la Supercopa 2020 en agosto de ese año tras imponerse 2-0, con goles de Jonathan McDonald, al Deportivo Saprissa. En el momento que se disputaba el Torneo Apertura 2020 Yendrick Ruiz, El sábado 31 de octubre de 2020 se convirtió en el máximo goleador en la historia del Club Sport Herediano con 99 goles, esto tras anotar un doblete frente al Sporting Fútbol Club. A iniciar el Torneo Apertura 2021 en el año de su centenario, el club inicio su recorrido con el técnico mexicano David Patiño, donde después de 9 jornadas donde perdería 5 partidos y ganaría 4 sería destituido por el técnico costarricense Jeaustin Campos que lograría llevarse el liderato del torneo y sin perder ningún partido. En la segunda ronda del torneo le tocaría jugar las semifinales contra el Deportivo Saprissa en la semifinal de ida perderían 3-0 y la semifinal de vuelta ganarían 1-0, con estos resultados obligarían a jugar la gran final contra el ganador de la final de la segunda ronda entre el Deportivo Saprissa y la Liga Deportiva Alajuelense (el ganador sería el Deportivo Saprissa). El Herediano ganaría la gran final de ida 0-1 contra el Saprissa y la gran final de vuelta también sería victoria para el conjunto rojiamarillo 3-2. El equipo obtendría su título 29 de su historia y sería el primer equipo de Costa Rica en ser campeón en el año de su centenario. Jeaustin Campos igualaría a Odir Jacques y Marvin Rodríguez como los técnicos con más campeonatos de Costa Rica, 6 campeonatos cada uno.
El 16 de julio de 2022 disputó la Supercopa de Costa Rica en el Estadio Nacional de Costa Rica contra el Club Sport Cartaginés, debido a los goles de Anthony Contreras y de Diego González, el Club Sport Herediano finalizaba con la victoria en el marcador 0-2, logrando alcanzar su segundo cetro de la Supercopa.

## Símbolos
Normalmente las insignias del equipo están más asociadas a los colores rojo y amarillo. En cuanto a la bandera, esta tiene los mismos colores que la bandera de la Provincia de Heredia solo que en la del Herediano no lleva el color blanco que la bandera de Heredia lleva en el centro. La bandera herediana se puede modificar por los aficionados inviertiendo en cuadros rojiamarillos o distribuyendo como la del escudo inclinado de arriba hacia abajo los colores del club. Usualmente la bandera del Herediano la usan sus aficionados para representarse, en el estadios hay banderas en cada sector, como anécdota histórica existe evidencia de que al momento de los preparativos de la nueva liga costarricense, existió interés y disputa por cuanto el cuadro que representaba la provincia de Alajuela, quería utilizar los colores Rojo y Amarillo del herediano, disputa que se terminó por cuanto dichos colores ya se encontraban presentes en la bandera de la provincia Herediana, y por tanto las autoridades los asignaron en definitiva a los florenses.
| Bandera oficial del Club Sport Herediano. |

El escudo del Herediano es color rojo y amarillo distribuido de una forma que se inclina el color de arriba abajo, el primer color es amarillo y después el rojo, con un balón de fútbol en el centro del escudo, en la parte de arriba dice "Club Sport" y en la parte de abajo "Herediano".
El diseño del escudo fue hecho cuando se fundó el club pero se ha ido modernizando, el escudo tiene una forma muy original, ADR Jirical de segunda división copió el escudo ya que el propietario del club es aficionado florense. Del escudo de 1921 al actual lo único que cambia son el color de las letras, el grosor del escudo y la forma del balón. El escudo aparece en el uniforme del club al lado izquierdo de la camiseta esto por el lugar donde se ubica el corazón. La mayoría de los heredianos utuliza el escudo para representarse e incluso la misma "barra" lo utiliza como el escudo de ellos. El Herediano utiliza su escudo en todos los uniformes que tienen para representar la institución

### Escudo
|               |
| Escudo Actual |

## Junta directiva y Asociación Deportiva Club Sport Herediano
La constitución legal de la Asociación Deportiva Club Sport Herediano se venía gestando desde junio de 1920, al nombrarse una Junta Directiva provisional con figuras emblemáticas como Joaquín Manuel Gutiérrez, Eladio Rosabal, Víctor Manuel Ruiz, Claudio Arguedas y Luis Valerio. Sin embargo, no es hasta el 12 de junio de 1921 cuando se firma el acta constitutiva del Club Sport Herediano conformada por un total de 101 socios. En ese mismo momento se establece una cuota de ingreso de 5 colones y la mensualidad de 1 colón. La urgencia en la que se logró dicha fundación se debía a que al siguiente día estaba programada la reunión entre los representantes de los siete clubes más importantes del país con el fin de fundar la Liga Nacional de Fútbol.
El 29 de junio de 1921 se llevó a cabo una reunión extraordinaria para elegir la primera Junta Directiva. Este órgano rector se instaló oficialmente el 1 de julio de 1921, la cual fue conformada por: Luis Felipe González, Vicente Hernández, Manuel Antonio Cordero, Claudio Arguedas, Eladio Rosabal, Nicolás Yannarella, Gilberto Arguedas, Vicente Yannarella, Luis Vargas y Joaquín Gutiérrez. Los primeros acuerdos tomados por esta Junta Directiva fueron la adquisición de un lote de cuatro manzanas para destinarlo a un campo de juego, realizar veladas para promover inscripciones voluntarias de los vecinos y solicitar contribuciones tanto al gobierno de Costa Rica como a la municipalidad de Heredia.
Primera Junta directiva electa el 29 de junio de 1921 quedó de la siguiente manera:
- Presidente: Luis González
- Vicepresidente: Vicente Hernández
- Secretario: Manuel Cordero
- Prosecretario: Claudio Arguedas
- Tesorero: Eladio Rosabal Cordero
- 1.er vocal:  Nicolás Yannarella Verderosa
- 2.º vocal:  Gilberto Arguedas
- 3.er vocal: Vicente Yannarella Verderosa
- Fiscal: Luis Vargas
- Capitán general:  Joaquín Manuel Gutiérrez

Para el año 2008 la Asociación Deportiva Club Sport Herediano enfrentaba múltiples dificultades financieras, por lo que el 18 de julio de 2008 es cedida la administración del club por un periodo de 30 años a la sociedad RBC Radio Limitada representada por Rosa Blen Castro, quien asume en administración la institución por un periodo de 30 años -prorrogables a 30 años más- otorgándole la potestad de dirigir la institución bajo sus propias decisiones administrativas, financieras y deportivas. Es así como luego de 87 años la Asociación Deportiva pasó de dirigir las riendas de la institución a cumplir una labor exclusivamente de fiscalización de la nueva administración. No obstante, ante varios incumplimientos del contrato suscrito entre las partes es que se logra un finiquito de este el 14 de febrero de 2013 luego de una disputa ante la Cámara de Comercio de Costa Rica. El 15 de abril de 2013 vuelve a ser cedida la administración del club, pero en esta ocasión se haría a la sociedad Fuerza Herediana representada por David Patey bajo términos muy similares al contrato con la previa administradora.

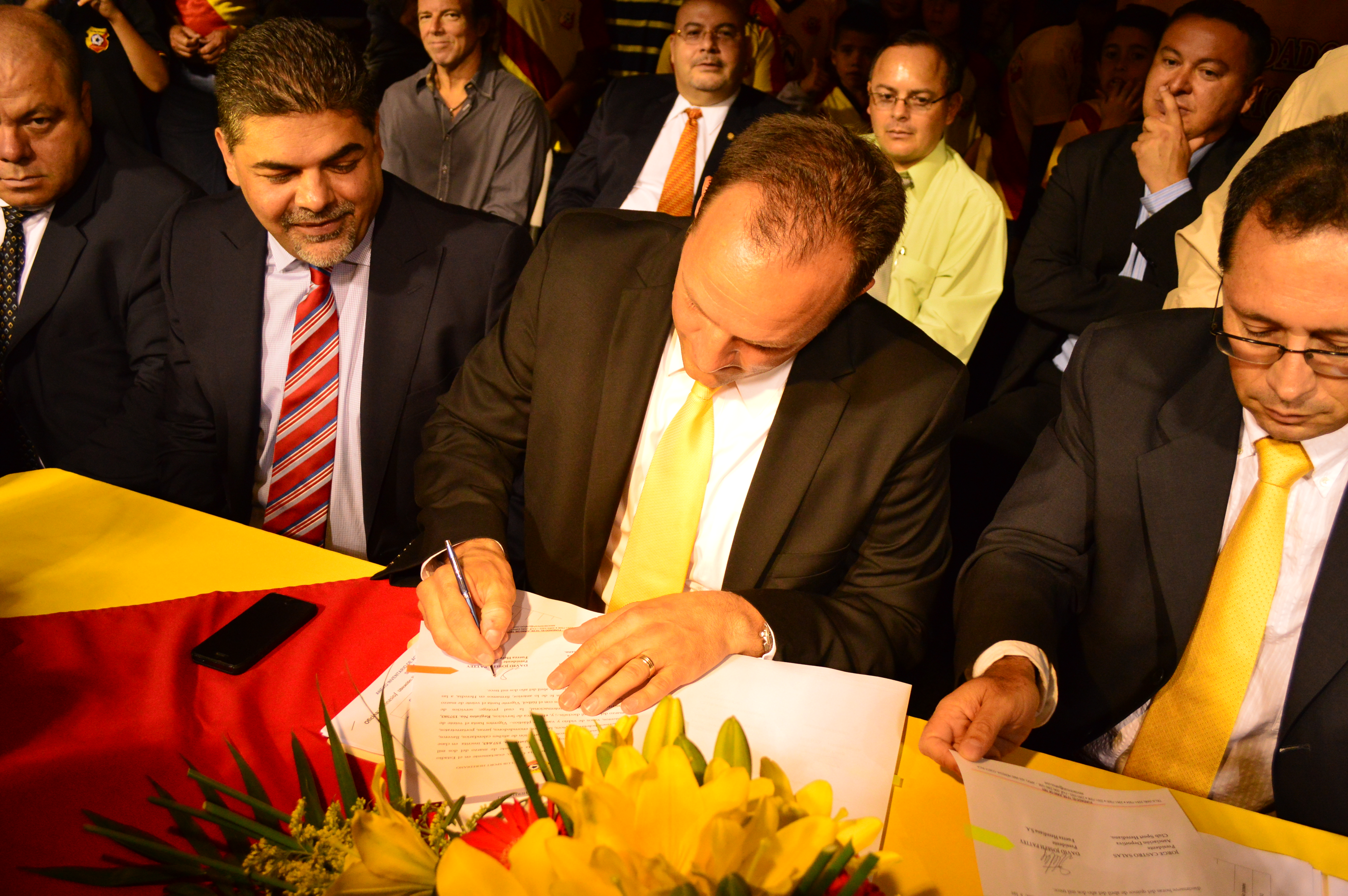
Contrato de administración entre Fuerza Herediana y la A.D. Club Sport Herediano el 15 de abril de 2013.

La actual Junta Directiva de la Asociación Deportiva Club Sport Herediano está conformada por: Jorge Castro (presidente), Randall Castro (1.er vicepresidente), Alfredo Sasso (2.º vicepresidente), Marco Chávez (secretario), Guido Villa (tesorero), Rodrigo Zumbado (1.er vocal), Rebeca Esquivel (2.ª vocal), Carlos González (3.er vocal) y Johnny Rodríguez (4.º vocal).

### Presidentes de la Asociación Deportiva Club Sport Herediano
Historial de presidentes del club.
- Luis González (1921-1923)
- Marco Tulio Fonseca (1923-1931)
- Eladio Rosabal (1931-¿?)
- Humberto León (1970-1977)
- Isaac Sasso (1977-1995)
- Eugenio Obaldia (1995-1996)
- Isaac Sasso (1996-1998)
- Freddy Segura (1998)
- Orlando Moreira (1998-2000)
- Isaac Sasso (2000-2001)
- Mohamed Aquil Alí (2001-2007)
- Jorge Castro (2008-2018)
- Randall Castro (2018-Actualidad)

## Uniforme
El primer uniforme fue comprado en el Mercado Central de Heredia en el puesto de don Tomás Salazar, con dinero personal que aportó Joaquín “Toquita” Gutiérrez. Era una docena de camisas, de las que usaban los militares en tiempo del gobierno de Federico Tinoco. De un color grisáceo que se combinada con un pantalón blanco. Así se presentó el equipo Herediano a su primer compromiso oficial del campeonato, contra la Liga Deportiva Alajuelense, que significó a la vez, su primera victoria.
El uso de los colores rojo y amarillo como distintivos del club se dio en el año de 1921, cuando el Club Fortuna de Cuba visitó por primera ocasión suelos costarricenses. El empresario del equipo cubano estaba interesado en montar un encuentro con el Herediano. Pero había el inconveniente que el Herediano no tenía un uniforme apropiado que correspondiera a la talla internacional del evento. La solución la encontraron en el almacén El Nuevo Siglo de don Ramón Herrero, español que había importado unos uniformes con los colores rojo y amarillo desde el país ibérico, siendo el rojo y amarillo apartado para ser utilizado por el equipo, llegando a ser el uniforme que a la postre tendría los colores emblemáticos del club florense.
Los colores rojiamarillos se incorporaron a los Estatutos en una reforma del año 1929, en que se señala que oficialmente los colores son: rojo, amarillo y negro; pues en efecto la camiseta era a rayas verticales de los dos primeros y la pantaloneta y medias negras. Esta disposición se mantuvo por setenta años, hasta que fue excluido del texto actual de los Estatutos. El Herediano portó por primera ocasión un patrocinio en su uniforme en el año de 1978, cuando se le estampó la marca Toshiba en su pecho, actualmente por decisión de la junta, el Team porta más de 14 patrocinadores, esto con el fin de ayudar en los aspectos económicos al club. En 2014 Herediano es patrocinado por la marca de textiles Umbro, dejando en los diseños modernos y no tradicionales para el torneo de verano, la presentación del uniforme se llevó a cabo en el estadio del Herediano, en esta temporada son cuatro uniformes, uno con franjas, y los otros tres el mismo diseño con rayas a los lados solo que cambiando el color, uno amarillo, uno blanco y finalmente uno rojo.

### Marcas y patrocinadores
| Periodo       | Proveedor                  | Patrocinador                    |
| ------------- | -------------------------- | ------------------------------- |
| 1921-1977     | ?                          | Ninguno                         |
| 1978-1983     | Ninguno                    | Toshiba                         |
| 1984          | Ninguno                    | Sanyo                           |
| 1985-1987     | Ninguno                    | Toshiba                         |
| 1985-1986     | Ninguno                    | Sanyo                           |
| 1987–1992     | Sasso                      | Sasso                           |
| 1993–1995     | MTM                        | Fanta / Coopenapo / Sasso       |
| 1995–1997     | Sportek                    | Fanta / Mutual Heredia          |
| 1997-1998     | TORINO                     | Mutual Heredia                  |
| 1998–1999     | ?                          | 2x1 Pizza                       |
| 2000          | Arena Sport                | 2x1 Pizza                       |
| 2001-2002     | Kelme                      | 2x1 Pizza                       |
| 2002          | Arena Sport                | 2x1 Pizza                       |
| 2003-2004     | Jugados                    | Coca Cola / 2x1 Pizza / Peugeot |
| 2004–2006     | Sportek                    | Bimbo                           |
| 2006–2007     | Patrick                    | Bimbo                           |
| 2007-2008     | Jugados                    | Coca Cola / Panasonic           |
| 2008          | Patrick                    | Western Union                   |
| 2009–2010     | Mitre Sports International | COOPEMEX / Samsung              |
| 2011          | Sportek                    | Samsung                         |
| 2012-2013     | Forza                      | Kölbi                           |
| 2013          | Sportek                    | Kölbi                           |
| 2014          | Umbro                      | Kölbi                           |
| 2014–2018     | Umbro                      | Huawei / Kölbi                  |
| 2018–2019     | Umbro                      | Tigo                            |
| 2018–2019     | Umbro                      | Blu Smartphones                 |
| 2019-2020     | Umbro                      | Burger King / Blu Smartphones   |
| 2020-2021     | Umbro                      | Don Pedro / Telecable           |
| 2021 - 2022   | Pirma                      | Telecable / Burger King         |
| 2022 - 2023   | Pirma                      | Kölbi / Transcomer              |
| 2024 - actual | Diadora                    | Kölbi / Transcomer              |

## Estadio

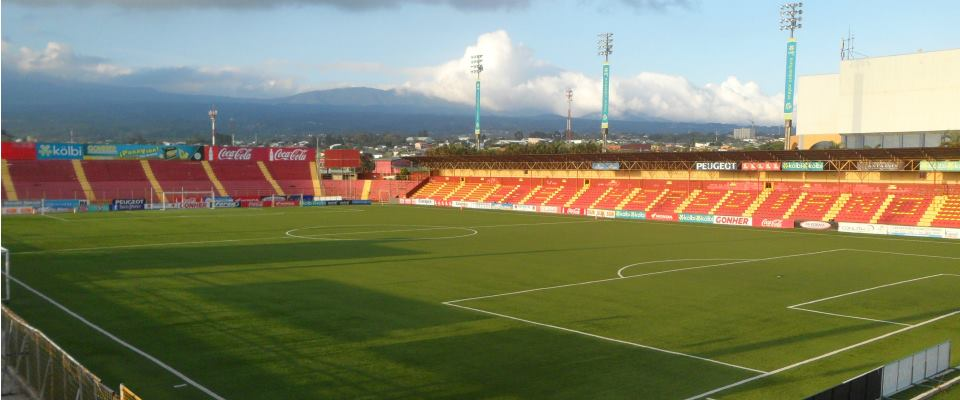
Estadio Eladio Rosabal Cordero.

La construcción de un estadio en la ciudad de Heredia inició el 22 de diciembre de 1945, bajo la dirección de Rafael Herrera.
El Consejo Municipal del Cantón Central jugó un papel fundamental al donar dos terrenos al Club Sport Herediano, eso sí, con una serie de condiciones: la obra debía de estar terminada en un plazo no mayor de cinco años, facilitar el estadio para otros eventos deportivos del cantón, y por sobre todo, el Club no puede vender el inmueble dentro de un plazo de 99 años contados a partir del otorgamiento de la escritura de venta y solo pueden ser hipotecados, para invertir estos fondos en la construcción o mantenimiento del inmueble.
La construcción del inmueble se gestionó gracias a un crédito con el Banco Nacional de Costa Rica, así como el aporte de la comunidad herediana, de muchas organizaciones y del propio gobierno de la República de Costa Rica.
El estadio tiene como fecha inaugural el 21 de agosto de 1949, donde se disputó el primer encuentro contra la Sociedad Gimnástica Española, con un marcador de 3 a 1 a favor del Club Sport Herediano. Sin embargo, se ha debatido esta fecha inaugural debido a la carencia de un documento en actas que haga referencia a dicho enfrentamiento para ser considerado como juego de inauguración oficial.
En 1964 el entonces directivo Vicente Montero hizo una moción para que el reducto llevara el nombre de Eladio Rosabal Cordero. Fue así, que a finales de la década de los años 60 el estadio fue bautizado oficialmente bajo este nombre.
En ese mismo año se instala por primera vez la iluminación en el estadio y en 1974 se construyeron las casetas de transmisión de radio y televisión. A finales de la década de los setenta se construyó la gradería del sector Sur.
A principios del año 2010, se sustituyó la gramilla natural por un césped sintético de última generación con dimensiones de 105,80 metros de largo por 68 metros de ancho. En 2016 se vuelve a sustituir la gramilla sintética.
En la actualidad, el reducto cuenta con una capacidad para 8.700 espectadores, y es propiedad de la Asociación Deportiva Club Sport Herediano. Las localidades del estadio están divididas en: Sol General, Sol Numerado, Sombra Numerada y Palcos, así como las oficinas administrativas Rafael Herrera.
Para mediados de 2017, el estadio será objeto de una importante remodelación, la cual se irá abarcando por etapas, para finalizar en 2035 con una capacidad para albergar aficionados de 12.000 (Gradería Oeste 3.000, Gradería Norte 4.000, Gradería Este 3.000, Gradería Sur 2.000), además todo el reducto será completamente techado, se construirá un nuevo edificio de tres pisos que abarcará una zona comercial, oficinas administrativas y un gimnasio, para una inversión cercana a los $5.000.000.

## Afición
Algunas encuestas posicionan al Club Sport Herediano como el tercer club de fútbol Costa Rica a nivel de afición después de Alajuelense y Saprissa. Según la encuesta Estructuras de Opinión Pública de la Escuela de Matemática de la Universidad de Costa Rica, los heredianos representan la tercera afición más grande del país para el periodo 1996-2011 (la encuesta data de 1988, a excepción de 2010 donde no se realizó), consignando los siguientes resultados de popularidad para el club florense: 7,9% en 1996, 8,3% en 1997, 7,0% en 1998, 7,8% en 1999, 5,2% en 2000, 7,1% en 2001, 6,3% en 2002, 6,8% en 2003, 8,8% en 2004, 7,7% en 2005, 6,9% en 2006, 6,8% en 2007, 5,2% en 2008, 6.1% en 2009, 4.9% en 2011 y un 6.6% en 2014.

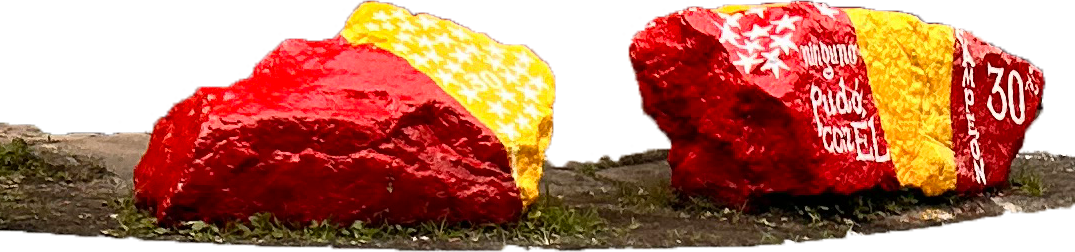
Piedras pintadas por aficionados en honor al Club Sport Herediano

La empresa Cid Gallup consta un 6% de aficionados al Club Sport Herediano para 2013 y un 5% para 2014.
La Universidad de Costa Rica realizó una encuesta a finales de 2016 que consta que el Herediano es la tercera fuerza a nivel de aficionados con un 7%.
La Universidad Nacional realizó una encuesta en 2019 donde el Herediano obtiene un 8,1% de la afición a nivel Nacional y con el mayor índice de crecimiento sobre todas las aficiones.

## Entrenadores
| - Joaquín Gutiérrez (1921-22) - Eladio Rosabal (1924-27) - Braulio Morales (1930) - Eladio Rosabal (1931) - Braulio Morales (1932) - Gilberto Arguedas (1933) - Milton Valverde (1937) - Aníbal Varela (¿?) - Ismael Quesada (1947-48, 1951, 1955) - Rafael Herrera (1943-44) - Santiago Bonilla (1955) - Francisco Sánchez (¿?) - Fernando Bonilla (¿?) - Maximiliano Villalobos (¿?) - Eduardo Toba (1961) - Mario Murillo (1962-63) - Carlos Farrez (1964) - Eduardo Viso (1965) - Alfredo Piedra (1966) - Domingo Borja (1967) - José Meza (1968) - Ramón Soto (1968) - Hugo Tassara (1969) - Hernán Alvarado (1970) - Edgar Quesada (1971) - Antonio Moyano (1972-73) - Orlando de León (1974-77) - Odir Jacques (1978) - Marvin Rodríguez (1979-80) - Odir Jacques (1981-82) - Antonio Moyano (1984) - Odir Jacques (1985) - Gustavo De Simone (1986) - Antonio Moyano (1987-89) - Orlando de León (1990-91) - Josef Bouska (1991) | - Juan Hernández (1992-93) - Rolando Villalobos (1993-94) - Álvaro Grant (1994-95) - Gustavo Merino (1995) - Juan Hernández (1995-96) - Alexandre Guimarães (1996-97) - Henry Duarte (1997-98) - Odir Jacques (1998) - Carlos Oria (1998-99) - Fernando Sosa (1999) - Orlando de León (2000) - Zlatko Petricevic (2000) - Carlos Linaris (2000-01) - Odir Jacques (2001) - Roger Flores (2001) - Carlos Watson (2002-03) - José Vecinos (2003) - Enrique Rodríguez (2003) - Freddy Morales (2003) - Ildo Maneiro (2003) - Ronald Mora (2004-05) - Guilherme Farinha (2005) - Carlos Watson (2006) - Javier Delgado (2007-08) - Paulo Wanchope (2008-09) - Ronald Mora (2009) - Kenneth Paniagua (2009) - Salvador Ragusa (2009) - Luis Arnáez (2010) - Orlando de León (2010) - Alejandro Giuntini (2011) - Jafet Soto (2011-2012) - Odir Jacques (2012) - Claudio Jara (2012) - Mauricio Solís (2013) - Marvin Solano (2013-14) | - César Méndez (2014) - Jafet Soto (2014) - Mauricio Wright (2015) - Odir Jacques (2015-16) - Hernán Medford (2016-17) - Jafet Soto (2018) - Jaime de la Pava (2018) - Paulo Wanchope (2018) - Jafet Soto (2018) - Hernán Medford (2019) - Jafet Soto (2019) - José Giacone (2019-20) - Víctor Núñez (2020) - Jafet Soto (2020) - Fernando Palomeque (2021) - Pablo Salazar (interino 2021) - Luis Marín (2021) - David Patiño (2021) - Jafet Soto (interino 2021) - Jeaustin Campos (2021 - 22) - Hernan Medford (2022) - Géiner Segura (2023) - Jafet Soto (Interino 2023) - Jeaustin Campos (2023) - Breansse Camacho (interino 2023) - Héctor Altamirano (2024) - Walter Centeno (2024) - Jafet Soto (2024) - Alexander Vargas (2025) - Jafet Soto (2025) - Pablo Salazar (2025) - Hernan Medford (2025-Act.) |

Entrenadores con más partidos: Odir Jacques (254 partidos).
Entrenadores por país de procedencia: Costa Rica (43), Uruguay (7), España (7), Argentina (4), México (3), Chile (2), Brasil (2), Perú (1), Portugal (1), Croacia (1), República Checa (1), Colombia (1).

### Entrenadores campeones en Primera División
| Entrenador        | Títulos | Temporada(s)                                 |
| ----------------- | ------- | -------------------------------------------- |
| Odir Jacques      | 5       | 1978, 1981, 1985, Verano 2012 y Verano 2015  |
| Ismael Quesada    | 4       | 1947, 1948, 1951 y 1955                      |
| Eladio Rosabal    | 3       | 1924, 1927 y 1931                            |
| Braulio Morales   | 3       | 1930, 1932 y 1935                            |
| Jafet Soto        | 3       | Apertura 2018, Apertura 2024 y Clausura 2025 |
| Joaquín Gutiérrez | 2       | 1921 y 1922                                  |
| Hernán Medford    | 2       | Verano 2016 y Verano 2017                    |
| Santiago Bonilla  | 1       | 1955                                         |
| Gilberto Arguedas | 1       | 1933                                         |
| Milton Valverde   | 1       | 1937                                         |
| Eduardo Toba      | 1       | 1961                                         |
| Marvin Rodríguez  | 1       | 1979                                         |
| Antonio Moyano    | 1       | 1987                                         |
| Juan Hernández    | 1       | 1992-93                                      |
| Marvin Solano     | 1       | Verano 2013                                  |
| José Giacone      | 1       | Apertura 2019                                |
| Jeaustin Campos   | 1       | Apertura 2021                                |

### Entrenadores campeones en Torneo de Copa
| Entrenador        | Títulos | Temporada(s)                                 |
| ----------------- | ------- | -------------------------------------------- |
| Ismael Quesada    | 4       | 1947, 1954, 1955 y 1956                      |
| Aníbal Varela     | 2       | Copa Gran Bretaña 1945 y Copa Guatemala 1945 |
| Eladio Rosabal    | 1       | 1924                                         |
| Braulio Morales   | 1       | 1935                                         |
| Milton Valverde   | 1       | 1939                                         |
| Francisco Sánchez | 1       | 1959                                         |
| Eduardo Toba      | 1       | Copa ASOFUTBOL 1961                          |

### Entrenadores campeones internacionales
| Entrenador     | Títulos | Temporada(s)       |
| -------------- | ------- | ------------------ |
| Antonio Moyano | 1       | Copa Camel 1988    |
| Jafet Soto     | 1       | Liga Concacaf 2018 |

### Entrenadores campeones de supercopas
| Entrenador     | Títulos | Temporada(s)                 |
| -------------- | ------- | ---------------------------- |
| Víctor Núñez   | 1       | Supercopa de Costa Rica 2020 |
| Hernan Medford | 1       | Supercopa de Costa Rica 2022 |
| Walter Centeno | 1       | Supercopa de Costa Rica 2024 |

## Jugadores

### Equipo 2025
- En el torneo de Primera División los equipos están limitados a tener solo 5 extranjeros en su planilla.
- Las banderas nacionales corresponden, en jugadores de doble nacionalidad, al país con el que el jugador es internacional o, de no ser así, al del país de nacimiento.

- Dorsales retirados: 6 (en honor a Edgar Quesada en 1991. Carlos Camacho fue el último jugador en usar este dorsal). 7 (en honor a Yendrick Ruiz, por ser el máximo goleador de la institución y uno de los jugadores con más títulos también)

|-

#### Altas y bajas del Apertura 2025
| Altas               |               |                       |                 |
| Jugador             | Posición      | Procedencia           | Tipo            |
| Walter Cortés       | Defensor      | Santos de Guápiles    | Libre           |
| José Matarrita      | Mediocampista | Guanacasteca          | Fin de préstamo |
| Iverson Salmerón    | Mediocampista | AD Sarchí             | Fin de préstamo |
| Joshua Navarro      | Delantero     | Alajuelense           | Libre           |
| Jurguens Montenegro | Delantero     | Municipal Liberia     | Libre           |
| Bairon Murcia       | Delantero     | AD San Carlos         | Libre           |
| Francisco Rodríguez | Delantero     | Santos de Guápiles    | Fin de préstamo |
| Brían Rubio         | Delantero     | Querétaro Fútbol Club | Libre           |
| Arturo Campos       | Delantero     | Club Sport Cartaginés | Fin de préstamo |
| Altas / Préstamos   |               |                       |                 |
| Jugador             | Posición      | Procedencia           | Hasta           |

| Bajas                  |               |                                 |                 |
| Jugador                | Posición      | Destino                         | Tipo            |
| Steven Orias           | Portero       | Municipal Desamparados          | Fin de contrato |
| Everardo Rubio         | Defensor      | Club Sport Cartaginés           | Fin de contrato |
| Joseph Bolaños         | Mediocampista | Inter de San Carlos             | Fin de contrato |
| Pablo Santamaría       | Mediocampista | Guadalupe Fútbol Club           | Fin de préstamo |
| John Jairo Ruiz        | Mediocampista | Guadalupe Fútbol Club           | Fin de contrato |
| Jaylon Hadden          | Mediocampista | Asociación Deportiva San Carlos | Fin de contrato |
| José Guillermo Ortiz   | Delantero     | Deportivo Malacateco            | Fin de contrato |
| Steven Williams        | Delantero     | Jicaral Sercoba                 | Fin de contrato |
| Josimar Méndez         | Delantero     | Sporting Football Club          | Fin de contrato |
| José De Jesús González | Delantero     | Club Atlético de San Luis       | Fin de préstamo |
| Yendrick Ruiz          | Delantero     | Ninguno                         | Retiro          |
| Bajas / Préstamos      |               |                                 |                 |
| Jugador                | Posición      | Destino                         | Hasta           |
| Alexandre Lezcano      | Portero       | A. D. San Carlos                | Diciembre 2025  |
| Krisler Villalobos     | Defensor      | Puntarenas Fútbol Club          | Diciembre 2025  |
| Andy Rojas             | Delantero     | New York Red Bulls II           | Diciembre 2025  |
| Ariel Arauz            | Delantero     | Sporting Football Club          | Diciembre 2025  |
| Pablo Abarca           | Delantero     | Club Sport Uruguay de Coronado  | Diciembre 2025  |
| Alonso Hernández       | Delantero     | Municipal Liberia               | Diciembre 2025  |
| José Salazar           | Delantero     | Asociación Deportiva San Carlos | Diciembre 2025  |

### Distinciones individuales

#### Goleadores Primera División
| Costa Rica                                | Cat. A | 4 | Anthony Walker, Randy Vega, Haxzel Quirós, Allan Cruz. |
| Datos actualizados al 19 de febrero 2025. |        |   |                                                        |

| Jugador                | Goles | Temporada     |
| ---------------------- | ----- | ------------- |
| Claudio Arguedas       | 5     | 1925          |
| Virgilio Muñoz         | 11    | 1948          |
| Marco Ovares           | 17    | 1951          |
| Fernando Montero       | 19    | 1974          |
| Claudio Jara           | 19    | 1987          |
| Nildeson da Silva Melo | 21    | 1992-1993     |
| Allan Oviedo           | 26    | 1996-1997     |
| Juan Carlos Arguedas   | 23    | 1999-2000     |
| Minor Díaz             | 21    | 2000-2001     |
| Andy Herron            | 10    | Verano 2009   |
| José Carlos Cancela    | 10    | Verano 2012   |
| Víctor Núñez           | 13    | Verano 2013   |
| Yendrick Ruiz          | 13    | Invierno 2014 |
| Yendrick Ruiz          | 11    | Verano 2016   |
| Yendrick Ruiz          | 13    | Invierno 2016 |
| Yendrick Ruiz          | 10    | Apertura 2021 |
| José de Jesús Godínez  | 14    | Apertura 2023 |
| Marcel Hernández       | 10    | Apertura 2024 |

### Jugadores Mundialistas
Se muestra un listado de futbolistas del club que fueron convocados a una Copa Mundial Mayor:
| - Marvin Obando - Claudio Jara - Ronald Marín - Geovanny Jara - Mauricio Wright - Luis Daniel Vallejos - Léster Morgan - Álvaro Mesén - Leonardo González - Dave Myrie - Óscar Esteban Granados | - José Miguel Cubero - Daniel Cambronero - Randall Azofeifa - Leonel Moreira - Keysher Fuller - Anthony Contreras - Gerson Torres - Yeltsin Tejeda - Esteban Alvarado - Douglas López |

### Jugadores extranjeros
| - Mario Parreaguirre (1947) - Ángel Rodríguez (1969-70) - Rubén Rodríguez (1970-71) - Horacio Díaz (1971-72) - Marcelo Saravia (1972-73) - Gaetano Da Silva (1972-73) - Jorge Santos (1974-75) - Marco García (1974-75) - Norberto Catalano (1977) - Odir Jacques (1977) - Nilton Nóbrega (1977-85) - Julio Gómez (1978-80) - Washington Benítez (1979-80) - Diógenes Cáceres (1984-85) - Jorge Rivaga (1985) - Adonis Hilario (1986) - Alexander Barbosa (1986) - Norberto Huezo (1987) - Mario Orta (1987) - Washington Castagnaro (1987) - Daniel Casas (1988-89) - César Méndez (1988-89) - Antonio Do Santos (1988-89) - Urugyuay Gissoni (1988-89) - Mario Orta (1989-90) - Álvaro Izquierdo (1989-90) - Maikol Mauris (1991-92) - Fabián Tejera (1991-92) - Eduardo Lamparelli (1992-93) - Nildeson de Melo (1992-93) - Álvaro Amarilla (1992-93) - Daniel Carreño (1992-93) - Rodinei Martins (1993-94) - Nahamán González (1993-94) - Alberto Castillo (1993-94) - William Gutierres (1994-95) - Nicolás Suazo (1994-96) - Danilo Galindo (1994-95) - Luis Abdelwe (1994-95) - Gustavo Olmos (1995-96) - Marcelo Saraiva (1996-97) - Luis Alves (1996-97) - Gerardo Da Silva (1997-98) - Raúl Falero (1997-98) - Gerardo Da Silva (1998-99) | - Johan Wilson (1998-99) - Marcelo Faoro (1998-99) - David Quesada (1998-99) - Juan Ventura (1999-00) - Gerardo Da Silva (1999-00) - Pércival Pigott (1999-00) - Charles Otieno (1999-00) - Pablo Tiscornia (2000-01) - Austin Macachia (2000-01) - Rafael Bianchi (2000-01) - Arnaldo López (2000-01) - Austin Macachia (2001-02) - Wilmer Cabrera (2001-02) - Mario Peralta (2002-03) - Jorge Salcedo (2002-03) - Carlos Asprilla (2002-03) - Michael Tommy (2002-03) - Milton Cortes (2003-05) - Sebastián Cartagena (2004-05) - Álvaro Becerra (2005-06) - Danny Quendambú (2005-06) - Everton Roberto (2006-07) - Leandrinho Barrios (2006-07) - Rafael Bahía (2006-07) - Josef Miso (2006-07) - André Maura (2007-08) - Saúl Martínez (2007-08) - César Pellegrin (2007-08) - Moctezuma Serrato (2007-08) - Óscar Briceño (2008-09) - Luciano Rodríguez (2008-09) - Leandrinho Barrios (2009-10) - José Güity (2009-10) - Patricio Gómez (2009-10) - Lucas Carrera (2009-10) - Jorge Drovandi (2009-10) - Luis Gallardo (2009-10) - José Cancela (2009-12) - Óscar Briceño (2010-11) - Maximiliano Badell (2011) - Jorge Barbosa (2011-12) - Anderson Andrade (2011-12) - Diego País (2012) - Tulio Etchemaite (2012) - Ismael Gómez (2012-2013) | - Jorge Barbosa (2013) - José Cancela (2013) - Leandrinho Barrios (2013) - Antonio Pedroza (2014) - Brunet Hay (2014-15) - Gabriel Gómez (2014-16) - Keven Alemán (2014-16) - Alexander Larín (2014-15) - Edgar Solís (2015) - Luis Hernández (2015-16) - Jonathan Hansen (2015-16) - Antonio Pedroza (2016) - Walter Silva (2016) - Lucas Colitto (2016) - Julio César Pardini (2017) - Jonathan Hansen (2017) - Alfonso Nieto (2017) - Rafael Gomes (2017) - Luis Landín (2017-18) - Antonio Pedroza (2018-19) - Omar Arellano (2018-19) - Gerardo Lugo (2018-19) - Aldo Magaña (2018-19) - Moisés Arce (2019) - Brian Rubio (2019) - Diego González (2019-23) - Naël Élysée (2020) - Leandrinho Barrios (2020-21) - Kennedy Rocha (2021-23) - Miguel Basulto (2021-Actual) - Luis Franco (2021-22) - Jesús Godínez (2023) - Joshua Canales (2023-24) - Everardo Rubio (2023-24) - Ángel Sayago (2023-24) - Adrián Garza (2024) - José González (2024-25) - Getsel Montes (2024-Actual) - Marcel Hernández (2024-Actual) - Sergio Rodríguez (2025-Actual) - Brian Rubio (2025-Actual) |

Extranjeros con más juegos: Nilton Nóbrega (227), José Cancela (151), Julio Gómez (95)
Extranjeros con más anotaciones: Nilton Nóbrega (47), Nicolás Suazo (43), José Cancela (37).
 Extranjeros por país de procedencia: Uruguay (26), Brasil (21), México (20), Argentina (15), Honduras (8), Colombia (6), Panamá (5), Chile (3), Perú (2), Kenia (2), El Salvador (2), Sierra Leona (1), Eslovaquia (1), Estados Unidos (1), Trinidad y Tobago (1), Canadá (1), Haití (1), Cuba (1).

## Datos del club
- Temporadas en 1.ªdivisión:[64] 119 (desde 1921).
- Mejor puesto en la liga: 1
- Campeonatos consecutivos: 
  - Bicampeonato: 5 (1921-1922, 1930-1931, 1947-1948, 1978-1979 y Apertura 2024-Clausura 2025)
  - Tricampeonato: 1 (1930-1931-1932)
  - Tetracampeonato: 1 (1930-1931-1932-1933)
- Campeonatos invicto: 1 (1927)
- Primer encuentro oficial: Liga Deportiva Alajuelense 1 - Herediano 3 (10 de julio de 1921, en la Plaza Iglesias de Alajuela. Goles de Guillermo Pérez y Joaquín Manuel Gutiérrez)
- Finales disputadas: 31
  - Ganadas: 18 (1930 vs Gimnástica Española (4-2); 1947 vs La Libertad (1-2, 7-0 y 2-0); 1978 vs Puntarenas (2-0 y 2-1); 1979 vs Cartaginés (2-2 y 3-0); 1981 vs Limonense (4-1 y 1-2); 1985 vs Alajuelense (1-0 y 0-1); 1987 vs Cartaginés (2-1 y 1-1); 1993 vs Cartaginés (2-0 y 0-0); Verano 2012 vs Santos (4-2 y 1-2), Verano 2013 vs Cartaginés (3-1 y 3-1; 5-4 en los penales)), Verano 2015 vs Alajuelense (1-1 y 2-2; 3-2 en los penales)), Verano 2016 vs Alajuelense (1-0 y 2-0), Verano 2017 vs Saprissa (3-0 y 0-2), Apertura 2018 vs Saprissa (2-2 y 2-3), Apertura 2019 vs Alajuelense (0-1 y 2-1; 4-5 en los penales), Apertura 2021 vs Saprissa (0-1 y 3-2), Apertura 2024 vs Alajuelense (2-0 y 2-1) y Clausura 2025 vs Alajuelense (0-0 y 1-0)
  - Perdidas: 13 (1980 vs Alajuelense (0-1 y 0-1); 2004 vs Saprissa (1-1 y 1-2); Invierno 2007 vs Saprissa (0-2 y 2-2); Verano 2009 vs Liberia Mía (0-0 y 0-3); Invierno 2010 vs Alajuelense (0-0 y 1-1; 4-3 en los penales); Invierno 2011 vs Alajuelense (1-1 y 1-1; 5-6 en los penales); Invierno 2012 vs Alajuelense (1-2 y 1-1), Invierno 2013 vs Alajuelense (0-0 y 0-0; 4-5 en los penales)), Invierno 2014 vs Saprissa (2-4 y 1-1), Apertura 2017 vs Pérez Zeledón(1-0 y 0-0), Clausura 2018 vs Saprissa (1-1 y 0-0; 4:3 en los penales), Clausura 2021 vs Saprissa (3-2 y 0-1) y Apertura 2022 vs Saprissa (2-0 y 1-0)
  - Finales consecutivas: 5 (Invierno 2011, Verano 2012, Invierno 2012, Verano 2013, Invierno 2013).
- Desempeño en el Ranking IFCStat:
  - Histórico: 91[65] (mayo de 2015)
- Mayores goleadas conseguidas:
  - En juegos nacionales:[66][67] 12-1 a Juventud Mata Redonda (1928).
  - En juegos internacionales:[68] 8-0 a Alpha United FC (2011).
- Mejores marcas de invicto:[69] vs Santos (37 partidos entre 2015 - 2021) y vs Ramonense (22 partidos entre 1996 - 2006)
- Máximos goleadores:[70] Yendrick Ruíz (141 goles), Claudio Jara (98 goles), Víctor Núñez (97 goles) y Fernando Montero (86 goles).
- Máximos goleadores en finales: Victor Nuñez (9), Yendrick Ruíz (6), Marvin Obando (4), Óscar Granados, Róger Álvarez y Allan Cruz (3)
- Porteros menos vencidos:[71] Leonel Moreira (691 minutos), Sergio Salazar (632 minutos) y José Francisco Fonseca (603 minutos).
- Jugadores con más juegos: Germán Chavarría (493 partidos), Marvin Obando (480 partidos) y Geovanny Jara (422 partidos).
- Jugador con más temporadas: Aníbal Varela (19 temporadas, entre 1932 y 1957).
- Jugadores con más títulos de campeón nacional: Eladio Rosabal Cordero, Braulio Morales, Milton Valverde, Yendrick Ruiz, Keyner Brown y Óscar Granados (8 cada uno); Elías Aguilar (7).
- Directores técnicos con más títulos de campeón:[72] Odir Jacques (5) e Ismael Quesada (4).
- Dorsales retirados: 6 (en honor a Edgar Quesada en 1991. Carlos Camacho fue el último jugador en usar este dorsal).
- Jugadores miembros en la Galería Costarricense del Deporte:[73] Eladio Rosabal en 1969, José Rafael ¨Fello¨ Meza Ivancovich en 1972, Joaquín Manuel Gutiérrezen 1974, Álvaro Murillo en 1977, Isaac Jiménez en 1980, Aníbal Varela en 1981, Santiago Bonilla en 1982, Mario Murillo en 1985, Hernán Alvarado en 1986, Guillermo Elizondo en 1986, Walter Elizondo en 1990, Milton Valverde en 1990, Danilo Montero en 1991, Edgar Quesada en 1992, Guido Peña en 1993, Álvaro Grant McDonald en 2009, Luis Gabelo Conejo en 2010.

### Participaciones internacionales
| Internacional                         | Internacional |
| Competencia                           | Edición |
| ------------------------------------- | --- |
| Liga de Campeones de la Concacaf (18) | 1962, 1975, 1979, 1980, 1987, 1989, 1994, 2009-10, 2011-12, 2012-13, 2013-14, 2014-15, 2015-16, 2016-17, 2018, 2019, 2024, 2025 |
| Liga Concacaf (4)                     | 2018, 2019, 2020, 2022 |
| Copa Centroamericana de Concacaf (2)  | 2023, 2024, 2025 |
| Copa Interclubes de la Uncaf (7)      | 1971, 1972, 1975, 1978, 1983, 1998, 2004                                                                                        |

- En negrita se muestran las ediciones que fue campeón.

### Desempeño en torneos internacionales
- Copa Fraternidad Centroamericana: 5 apariciones

1971 – Tercer lugar
1972 – Tercer lugar (Fue el mejor segundo lugar en la fase de grupos)
1975 – Tercer lugar
1978 – Primera ronda vs.  FAS - 0:0, 0:2 (FAS avanza 0:2 en el marcador agregado)
1983 – Primera fase
- CONCACAF Copa de Campeones: 6 apariciones

1962 – Segunda ronda vs.  C.D. Guadalajara – 2:0 (Guadalajara avanza 2:0)
1975 – Segunda ronda vs.  Saprissa – 0:2, 2:1 (Deportivo Saprissa avanza 3:2 en el marcador agregado)
1980 – Primera ronda vs.  Marathón – 0:3, 3:1 (Marathón avanza 4:3 en el marcador agregado)
1987 – Tercera ronda (terminó tercero en el Grupo 2)
1989 – Semifinalista vs.  Pumas UNAM – 1:1, 5:1 (Pumas avanza 6:2 en el marcador agregado)
1994 – Tercera ronda vs.  Atlante – 3:3, 3:1 (Atlante avanza 6:4 en el marcador agregado)
- Copa Interclubes UNCAF: 1 aparición

2004 – Cuartos de final vs.  Olimpia – 2:3, 1:0 (Olimpia avanza 3:3 en el marcador agregado, por ventaja de gol visitante.)
- Torneo Grandes de Centroamérica 1 aparición

1998 – Fase de grupos
- CONCACAF Liga de Campeones: 9 apariciones

2009-2010 – Ronda preliminar vs.  Cruz Azul – 2:6, 0:0 (Cruz Azul avanza 6:2 en el marcador agregado)
2011-2012 – Primera ronda (terminó cuarto en el Grupo D)
2012-2013 – Cuartos de final vs.  Galaxy – 0:0, 4:1 (Galaxy avanza 4:1 en el marcador agregado)
2013-2014 – Primera ronda (terminó segundo en el Grupo 3)
2014-2015 – Semifinales vs.  América – 3:0, 6:0 (América avanza 6:3 en el marcador agregado)
2015-2016 – Primera ronda (terminó segundo en el Grupo B)
2016-2017 – Primera ronda (terminó segundo en el Grupo G)
2017-2018 – Octavos de final vs.  Tigres UANL - 2:2, 3:1 (Tigres avanza 5:3 en el marcador agregado)
2019 - Octavos de final vs.  Atlanta United - 3:1, 4:0 (Atlanta avanza 5:3 en el marcador agregado)
- Copa de Campeones de la Concacaf: 2 apariciones

2024 - Cuartos de final vs.  Pachuca – 0:5, 2:1 (Pachuca avanza 7:1 en el marcador agregado)
2025 - Octavos de final vs.  Galaxy – 1:0, 1:4 (Galaxy avanza 4:2 en el marcador agregado)
- Liga Concacaf: 4 apariciones

2018 - Campeón  vs.  Motagua - 2:0, 2:1 (3:2 en el marcador agregado)
2019 - Octavos de final vs.  Waterhouse - 1:1, 1:1 (Waterhouse avanza 6:7 en los tiros desde el punto penal)
2020- Octavos de final vs.  Real Estelí - 0:1 (Real Estelí FC avanza por ganar 0:1 en ronda de eliminación a partido único)
2022 - Cuartos de final vs.   Real España - 3:1, 1:1 (Real España avanza 4:2 en el marcador agregado)
- Copa Centroamericana de Concacaf: 3 apariciones

2023 - Semifinal vs.  Alajuelense - 2:2, 2:2 (Alajuelense avanza 5:4 en tanda de penales)
2024 - Semifinal vs.  Real Estelí - 0:0, 2:2 (Real Estelí FC avanza por anotar más goles como visitante)
2025 - En disputa

## Palmarés

### Títulos nacionales (45 títulos oficiales)
| Competición nacional                   | Títulos | Subcampeonatos |
| -------------------------------------- | --- | --- |
| Primera División de Costa Rica (31/25) | 1921, 1922, 1924, 1927, 1930, 1931, 1932, 1933, 1935, 1937, 1947, 1948, 1951, 1955, 1961 Asofutbol, 1978, 1979, 1981, 1985, 1987, 1992-1993, Verano 2012, Verano 2013, Verano 2015, Verano 2016, Verano 2017, Apertura 2018, Apertura 2019, Apertura 2021, Apertura 2024, Clausura 2025 | 1925, 1939, 1944, 1946, 1953, 1960, 1974, 1980, 1988, 2000-2001, 2003-2004, Invierno 2007, Verano 2009, Invierno 2010, Invierno 2011, Invierno 2012, Invierno 2013, Invierno 2014, Invierno 2016, Apertura 2017, Clausura 2018, Apertura 2020, Clausura 2021, Apertura 2022, Apertura 2023 |
| Copa de Costa Rica (11/11)             | 1924, 1935, 1939, 1945, 1945, 1947, 1954, 1955, 1956, 1959, 1961. (Récord compartido) | 1925, 1929, 1935, 1937, 1937, 1950, 1960, 1965, 1972, 2015, 2022. |
| Supercopa de Costa Rica (3/3)          | 2020, 2022, 2024. | 1979, 2012, 2023. |
| Recopa de Costa Rica(0/1)              | | 2025. |

### Títulos internacionales
| Competición internacional | Títulos | Subcampeonatos |
| ------------------------- | ------- | -------------- |
| Liga Concacaf (1/0)       | 2018    |                |

### Torneos amistosos
- Copa González (1): 1931.
- Copa Tricentenario (1): 1936.
- Torneos Relámpagos Fútbol de Costa Rica (2): 1946, 1947.
- Copa Triangular Traube (1): 1956.
- Triangular Internacional (1): 1960.
- Cuadrangular Internacional (Costa Rica) (1): 1976-77.[75]
- Copa Sanyo (1): 1984.[76]
- Copa Camel (1): 1988.[77][78]
- Triangular Internacional (1): 1992.
- Torneo 90 Minutos por la Vida (6): 1996, 2005, 2006, 2008, 2012 y 2023.[79][80]
- Copa La Negrita (2): 2004, 2014.[81][82]
- Copa Bicentenario (1): 2021.
- Subcampeón Supercopa Interamericana (1): 1988.

## Secciones deportivas
El Club Sport Herediano tiene diferentes ramas o secciones deportivas además del fútbol que es la disciplina donde se hizo fundar la institución. Estas disciplinas se estructuran como secciones deportivas dentro del club. Estas son las disciplinas:
- Club Sport Herediano Alto Rendimiento
- Club Sport Herediano Femenino
- Club Sport Herediano Barrio Peralta-Fútbol Sala.
- Asociación Deportiva Barva Baloncesto (conocida como Ferretería Brenes Barva) (*).

Notas:
- (*) Existe un acuerdo pero no es propietario de la franquicia.

### Herediano eSports
El 26 de julio de 2022 el Club Sport Herediano anunció la creación de Herediano eSports. Según el comunicado de prensa el desarrollo de la nueva división de esports del Herediano es producto de la estrategia digital del club, se quiere convertir en uno de los referentes a nivel nacional e internacional. Fueron el segundo club deportivo profesional costarricense en ingresar a la escena profesional competitiva, un área poco explorada en el profesionalismo de la escena de los deportes electrónicos en Costa Rica.